# Szulyóváralja
Szulyóváralja (1899-ig Szulyó-Hradna, szlovákul Súľov-Hradná) község Szlovákiában, a Zsolnai kerületben, a Nagybiccsei járásban. Szulyó és Hradna egyesítésével jött létre.

## Fekvése
Nagybiccsétől 10 km-re délre fekszik.

## Története
A község területén már a kőkorszakban éltek emberek, a vonaldíszes kultúra cserépmaradványait és hamvasztásos temetőjét tárták itt fel. A bronzkorban a lausitzi és a puhói kultúra, később a laténi kultúra népének települése állt a területén.

### Szulyó
Szulyót 1193-ban „Sulo” alakban III. Béla király adománylevele említi először. Ebben a király a falut a dalmát háborúkban tett szolgálataiért más birtokokkal együtt Vratislav nevű trencséni várjobbágyának adja. 1318-ban „Zuloch”, 1336-ban „Zovlo”, 1408-ban „Zwlo”, 1443-ban „Swlow” alakban szerepel a korabeli forrásokban. A Szulyovszky, a Hradnyánszky és Szirmay családok birtoka volt. 1546-ban vágbeszterce várának ura, a Podmaniczky család birtokában állt. Ekkor a bírón kívül 5 adózó portát számláltak, 5 szabad és 2 szegény család élt itt, valamint malma is volt. 1592 és 1594 között sarokbástyákkal erősített udvarház épült a faluban. 1598-ban 45 ház állt a településen. Evangélikus templomát 1616-ban építették, ekkor egyike volt a Felvidék legkorábbi protestáns templomainak. Később artikuláris templom lett, azon templomok egyike, mely az ellenreformáció idején is megmaradhatott az evangélikus egyház kezében. 1711-ben azonban mégis a katolikosoké lett és azóta is a katolikus egyház tulajdona. 1784-ben 70 házában 400 lakos élt.
A 18. század végén Vályi András így ír róla: „SZULOV, vagy Szulyov. Tót falu Trentsén Várm. földes Ura Szulyovszky Uraság, lakosai katolikusok, és evangelikusok, fekszik Rohács Vára alatt; határja sovány.”
1828-ban 60 háza volt 358 lakossal. Lakói mezőgazdasággal, állattartással, faárukészítéssel foglalkoztak.
Fényes Elek 1851-ben kiadott geográfiai szótárában így ír a faluról: „Szulyov, tót falu, Trencsén vmegyében, Predmirtől keletre 1 órányira egy kősziklákkal körülvétetett környéken. Van 45 kath., 284 evang., 32 zsidó lakosa. Kath. és evang. paroch. temploma, s a Rohacs hegyen egy régi omladozott vára. Határa sovány. F. u. többen.”
A 19. század végén egyesítették Hradnával.

### Hradna
A falunál a völgy fölé magasodó Rohács-csúcson állnak Szulyó várának csekély maradványai. A vár a 13. században épült. A Szulyovszky család birtoka. Hradnát 1408-ban „Hradna” alakban említik először. 1417-ben „Gradna”, majd 1431-től ismét „Hradna” alakban említik az oklevelek. A Zaszkalszky, Mednyánszky és Milochovszky családok birtoka volt. 1522-ből ismert János nevű bírója. 1546-ban a Podmaniczky családnak 4 portája adózott, ez mintegy 20 jobbágycsaládot jelent. Rajtuk kívül 5 szabad, egy szegény család, valamint egy elhagyott jobbágytelek is állt a községben. 1598-ban 24 háza volt, közülük 10 jobbágy és 14 zsellércsaládé. A Szulyovszkyk a kurucok ellen is megvédték a várat. A harcokban nem szerepelt, még 1730-ban is lakható volt, de idővel helyette a vár alatti reneszánsz várkastélyt kezdték el lakni. Az elhagyott vár sorsát egy tűzvész végezte be, azóta rom. 1784-ben a falu 35 házában 196 lakos élt.
A 18. század végén Vályi András így ír róla: „Szulyov Hradna. Tót falu Trentsén Várm. földes Urai több Uraságok, lakosai katolikusok, igen közel fekszik Szulyovhoz ’s ennek filiája, Akai, és Ordódi Uraságoknak kastélyaikkal ékes, határja Porubkához hasonlító.”
1828-ban 18 háza volt 214 lakossal, akik főként.állattartással foglalkoztak.
Fényes Elek 1851-ben kiadott geográfiai szótárában így ír a faluról: „Hradna, tót falu, Trencsén vmegyében, Szulyov fiókja: 52 kath., 179 evang., és 5 zsidó lak., 2 csinos kastélylyal. F. u. Ákay s Ordódy család. Ut. p. Trencsén.”
A 19. század végén egyesítették Szulyóval.

### Szulyóváralja
A trianoni békéig Trencsén vármegye Vágbesztercei járásához tartozott.

## Népessége
| Év:            | 1994. | 2004.   | 2014.   | 2024.   |
| -------------- | ----- | ------- | ------- | ------- |
| Emberek száma: | 944   | 929     | 928     | 1009    |
| Eltérés:       |       | -1,58 % | -0,10 % | +8,72 % |

| Év:            | 2023. | 2024.   |
| -------------- | ----- | ------- |
| Emberek száma: | 1002  | 1009    |
| Eltérés:       |       | +0,69 % |

1910-ben 726, túlnyomórészt szlovák lakosa volt.
2001-ben 904 lakosából 897 szlovák volt.
2011-ben 939 lakosából 896 szlovák volt.

## Neves személyek
- Szulyón tanított Csernyánszky János (1709–1766) evangélikus lelkész.
- Szulyón tanított Institoris Gábor (1732-1789) evangélikus lelkész.

## Nevezetességei

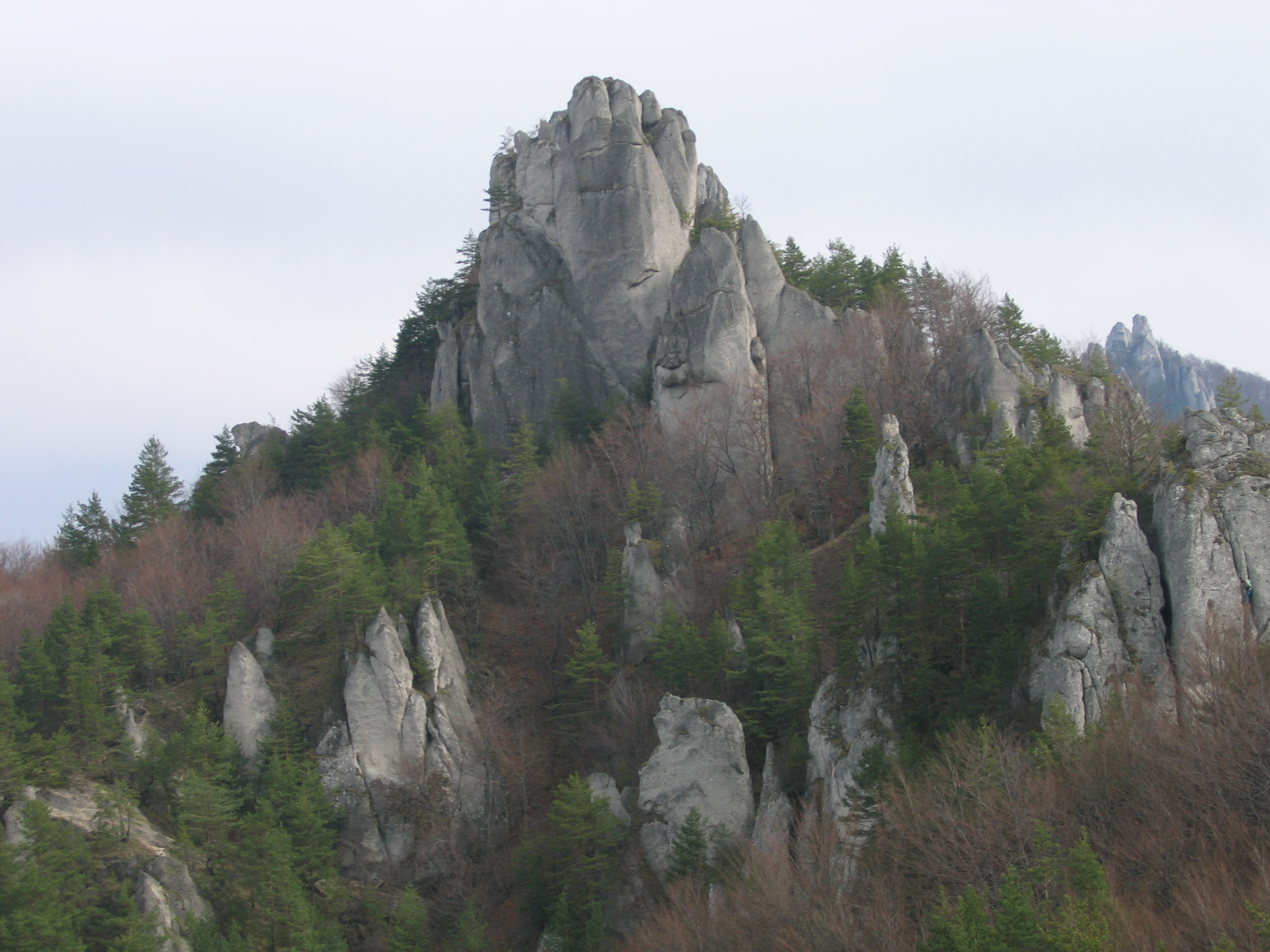
A Szulyói-völgy sziklái

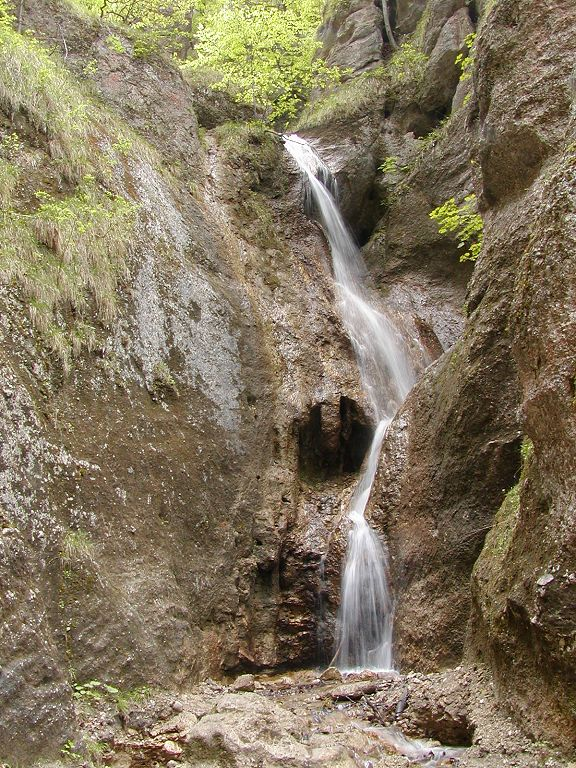
A Hlboki-vízesés

- Szulyó várának romjai (13. század).
- A Vágbesztercétől a falu felé kanyargó út a Vágvidék legszebb völgyén, a Szulyói völgyön halad át, melynek bizarr alakú sziklái káprázatos látványt nyújtanak.
- Szulyó Mihály arkangyal tiszteletére szentelt római katolikus temploma 1616-ban evangélikus templomként épült. 1711-től a katolikus egyházé. 1780 és 1792 között barokk stílusban átépítették, főoltára 1778-ban, klasszicista szószéke 1821-ben  készült.
- Szulyó evangélikus temploma a 19. században épült.
- Szulyón két reneszánsz kastély áll, melyek 1592 és 1594 között, illetve 1603 és 1608 között épültek.
- Hradna reneszánsz kastélya 1600 körül épült, a 20. században átépítették.
- Hradna kápolnája ma haranglábként működik, 1708-ban épült.